# アンデルソン・ジョゼ・ロペス・デ・ソウザ
アンデルソン・ロペス（Anderson Lopes）ことアンデルソン・ジョゼ・ロペス・デ・ソウザ（Anderson José Lopes de Souza、1993年9月15日 - ）は、ブラジル・ペルナンブーコ州レシフェ出身のプロサッカー選手。シンガポールプレミアリーグ・ライオン・シティ・セーラーズFC所属。ポジションはFW（CF, SS）。
Jリーグ時代の登録名はアンデルソン・ロペス、Kリーグ時代の登録名はアンデルソン（朝鮮語: 안델손）。

## 経歴
2013年にアヴァイのトップチームの公式戦に初出場。マルシリオ・ジアスへの期限付き移籍の後、2014年途中からトンベンセへ保有権が移り、期限付きでアヴァイに復帰。2016年に移籍したアトレチコ・パラナエンセでパラナ州選手権のタイトルを獲得し、翌7月には海外移籍した浅野拓磨の代役として、翌年1月1日までの期限付きでJリーグ・サンフレッチェ広島へ移籍。2017年にはリーグ戦で10得点したが、守備面での脆さも露呈し、結局この年限りで退団した。

### FCソウル
2018年12月12日、Kリーグ1のFCソウルへ移籍した。6得点を記録したがソウルは下位に沈み、ロペスもこの1年限りで退団した。のちに本人はこの移籍を間違いだったと語り、「(チームやスタッフが)日本では、僕にストレスがかからないよう、プレーに専念するようにみんながいろいろしてくれる。韓国では何かをするにも助けてくれなかったし、歓迎してくれるような感じではなかった」と述べ、「（韓国では）基本的に力強さが求められる。そこでは走って、蹴って、走って、蹴って、それがすべてだった。日本では、戦術やテクニックが重要で、リーグ自体のクオリティも上だ」と述べた。

### 北海道コンサドーレ札幌
2019年シーズンに北海道コンサドーレ札幌へ移籍。3月9日に行われた第3節清水エスパルス戦で移籍後初ゴール、来日初ハットトリックを達成した。
2021年は前半戦だけで12ゴールを挙げるなど攻撃陣を牽引していた。

### 武漢足球倶楽部
2021年7月3日、中国超級リーグの武漢足球倶楽部に完全移籍で退団。

### 横浜F・マリノス
2022年、海外移籍した前田大然に代わるストライカーの補強を計っていた横浜F・マリノスへ完全移籍で加入。2月19日、加入後初の公式戦であるリーグ第1節のセレッソ大阪戦で、1ゴールと1アシストを記録した。開幕から好調を維持していたが、第14節のアビスパ福岡戦で相手DF宮大樹に唾を吐いたとして退場処分となり、6試合の出場停止処分と罰金60万円が科された。リーグ戦ではレオ・セアラと並ぶチームトップタイの11得点を記録し、チームのリーグ優勝に貢献した。
2023年、自身初のリーグ戦20得点台を記録、最終的に自己最高記録を大きく更新するリーグ戦22得点を記録し、F・マリノスのブラジル人選手シーズン最多得点記録(それまでは2013年のマルキーニョスが持っていた16ゴールである。)を更新し、得点王となった。
2024年、11月9日の鳥栖戦で逆転ゴールを奪い、1993年に28ゴール、1994年に23ゴールを奪ったラモン・ディアス以来クラブ史上30年ぶり2人目の2年連続20ゴール超えを成し遂げ、台風の影響で11月16日に延期になった磐田戦で同点ゴールを挙げて、それまで53ゴールのダビド・ビスコンティが持っていたF・マリノスの外国人選手通算最多得点者となったのに続き、ハットトリックを達成した事でシーズン23ゴール目。自らが持っていたクラブのブラジル人選手シーズン最多得点記録を更新した。

### ライオン・シティ・セーラーズFC
2025年7月17日、シンガポールのライオン・シティ・セーラーズFCに完全移籍し、3年契約を結んだ。移籍金の金額は非公開とされている。

## 人物・プレースタイル
左足のシュートは正確であり、ヘディングのミート力が高い。ディフェンダーを背負うプレーでも貢献できると評されている。

## 個人成績
| 国内大会個人成績 | 国内大会個人成績   | 国内大会個人成績 | 国内大会個人成績 | 国内大会個人成績 | 国内大会個人成績 | 国内大会個人成績 | 国内大会個人成績 | 国内大会個人成績 | 国内大会個人成績 | 国内大会個人成績 | 国内大会個人成績 |
| 年度             | クラブ             | 背番号           | リーグ           | リーグ戦         | リーグ戦         | リーグ杯         | リーグ杯         | オープン杯       | オープン杯       | 期間通算         | 期間通算         |
| 年度             | クラブ             | 背番号           | リーグ           | 出場             | 得点             | 出場             | 得点             | 出場             | 得点             | 出場             | 得点             |
| ブラジル         | ブラジル           | ブラジル         | ブラジル         | リーグ戦         | リーグ戦         | ブラジル杯       | ブラジル杯       | オープン杯       | オープン杯       | 期間通算         | 期間通算         |
| ---------------- | ------------------ | ---------------- | ---------------- | ---------------- | ---------------- | ---------------- | ---------------- | ---------------- | ---------------- | ---------------- | ---------------- |
| 2013             | アヴァイ           |                  | セリエB          | 2                | 0                | 0                | 0                | 0                | 0                | 2                | 0                |
| 2014             | マルシリオ・ジアス |                  | SC州選手権       | 15               | 6                | -                | -                | -                | -                | 15               | 6                |
| 2014             | アヴァイ           |                  | セリエB          | 0                | 0                | 3                | 2                | 14               | 3                | 17               | 5                |
| 2015             | アヴァイ           |                  | セリエA          | 8                | 5                | 0                | 0                | 0                | 0                | 8                | 5                |
| 2016             | アトレチコ-PR      | 77               | セリエA          | 19               | 2                | 0                | 0                | 0                | 0                | 19               | 2                |
| 日本             | 日本               | 日本             | 日本             | リーグ戦         | リーグ戦         | リーグ杯         | リーグ杯         | 天皇杯           | 天皇杯           | 期間通算         | 期間通算         |
| 2016             | 広島               | 44               | J1               | 7                | 2                | 0                | 0                | 2                | 1                | 9                | 3                |
| 2017             | 広島               | 44               | J1               | 32               | 10               | 5                | 0                | 2                | 0                | 39               | 10               |
| 韓国             | 韓国               | 韓国             | 韓国             | リーグ戦         | リーグ戦         | リーグ杯         | リーグ杯         | FA杯             | FA杯             | 期間通算         | 期間通算         |
| 2018             | ソウル             | 9                | K1               | 30               | 6                | 1                | 1                | 0                | 0                | 31               | 7                |
| 日本             | 日本               | 日本             | 日本             | リーグ戦         | リーグ戦         | リーグ杯         | リーグ杯         | 天皇杯           | 天皇杯           | 期間通算         | 期間通算         |
| 2019             | 札幌               | 11               | J1               | 25               | 9                | 6                | 6                | 1                | 0                | 32               | 15               |
| 2020             | 札幌               | 11               | J1               | 24               | 9                | 3                | 1                | -                | -                | 27               | 10               |
| 2021             | 札幌               | 11               | J1               | 14               | 12               | 2                | 2                | 0                | 0                | 16               | 16               |
| 中国             | 中国               | 中国             | 中国             | リーグ戦         | リーグ戦         | リーグ杯         | リーグ杯         | FA杯             | FA杯             | 期間通算         | 期間通算         |
| 2021             | 武漢               | 44               | 超級             | 17               | 7                | -                | -                | 1                | 0                | 18               | 7                |
| 日本             | 日本               | 日本             | 日本             | リーグ戦         | リーグ戦         | リーグ杯         | リーグ杯         | 天皇杯           | 天皇杯           | 期間通算         | 期間通算         |
| 2022             | 横浜FM             | 11               | J1               | 28               | 11               | 2                | 0                | 0                | 0                | 30               | 11               |
| 2023             | 横浜FM             | 11               | J1               | 34               | 22               | 5                | 2                | 0                | 0                | 39               | 24               |
| 2024             | 横浜FM             | 10               | J1               | 37               | 24               | 3                | 1                | 2                | 1                | 42               | 26               |
| 2025             | 横浜FM             | 10               | J1               | 20               | 2                | 0                | 0                | 0                | 0                | 20               | 2                |
| 通算             | ブラジル           | ブラジル         | セリエA          | 27               | 7                | 0                | 0                | 0                | 0                | 27               | 7                |
| 通算             | ブラジル           | ブラジル         | セリエB          | 2                | 0                | 3                | 2                | 14               | 3                | 19               | 5                |
| 通算             | ブラジル           | ブラジル         | SC州選手権       | 15               | 6                | -                | -                | -                | -                | 15               | 6                |
| 通算             | 日本               | 日本             | J1               | 207              | 101              | 24               | 10               | 7                | 2                | 238              | 113              |
| 通算             | 韓国               | 韓国             | Kリーグ1         | 30               | 6                | 1                | 1                | 0                | 0                | 31               | 7                |
| 通算             | 中国               | 中国             | 超級             | 17               | 7                | -                | -                | 1                | 0                | 18               | 7                |
| 総通算           | 総通算             | 総通算           | 総通算           | 298              | 115              | 37               | 15               | 22               | 5                | 357              | 133              |

- 太字はシーズン最多記録

その他の公式戦
- 2023年
  - FUJI XEROX SUPER CUP 1試合0得点

| 国際大会個人成績 | 国際大会個人成績 | 国際大会個人成績 | 国際大会個人成績 | 国際大会個人成績 |
| 年度             | クラブ           | 背番号           | 出場             | 得点             |
| AFC              | AFC              | AFC              | ACL              | ACL              |
| ---------------- | ---------------- | ---------------- | ---------------- | ---------------- |
| 2022             | 横浜FM           | 11               | 4                | 3                |
| 2023-24          | 横浜FM           | 11               | 11               | 6                |
| 2024-25          | 横浜FM           | 10               | 10               | 9                |
| 通算             | AFC              | AFC              | 25               | 18               |

## タイトル

### クラブ
アトレチコ・パラナエンセ
- パラナ州選手権（2016年）

横浜F・マリノス
- J1リーグ（2022年）
- FUJIFILM SUPER CUP ：1回（2023年）

### 個人
- 札幌ドームMVP賞：1回　(2019年)
- Jリーグ優秀選手賞：2回（2022年、2023年）[16]
- Jリーグベストイレブン：2回（2023年、2024年）[17]
- J1リーグ 得点王：2回（2023年、2024年）[13]